# Herbert Doeschner
Herbert Doeschner (* 18. Februar 1900 in Dresden; † 10. Februar 1976 in München) war ein deutscher Politiker (SPD).
Herbert Doeschner besuchte in Dresden eine Oberrealschule und machte eine kaufmännische Lehre. Am Ende des Ersten Weltkriegs wurde er 1918 noch eingezogen. Anschließend arbeitete er in Berlin in der Theater- und Filmwirtschaft, gleichzeitig war er auch als freier Journalist tätig. 1928 trat Doeschner der SPD bei und war dort im Bezirk Charlottenburg aktiv. Auch nach der „Machtergreifung“ der Nationalsozialisten 1933 war er – nun illegal – in der Charlottenburger SPD tätig. Er wurde verhaftet und wegen „Vorbereitung zum Hochverrat“ angeklagt. Das Kammergericht verurteilte ihn zu zwei Jahren Zuchthaus, die Doeschner im Zuchthaus Brandenburg-Görden absaß. Ab 1936 arbeitete er als Prokurist bei einer Baufirma in Berlin-Mariendorf.
Nach dem Zweiten Weltkrieg wurde Doeschner sofort wieder politisch aktiv, bei der ersten Berliner Wahl 1946 wurde er in die Bezirksverordnetenversammlung im Bezirk Wilmersdorf gewählt. Zur ersten Bezirksverordnetenversammlung von Wilmersdorf wurden damals unter anderem auch die Sozialdemokraten Hildegard Wegscheider und Arno Scholz gewählt. Von 1949 bis 1965 war Doeschner Wilmersdorfer Bezirksstadtrat für Wirtschaft und später für Bau- und Wohnungswesen. Bei der Wahl 1958 war er zunächst nur für einige Wochen Mitglied des Abgeordnetenhauses von Berlin. Im Oktober 1965 wurde Reinhard Bühling als Bundestagsabgeordneter gewählt und Doeschner rückte in das Abgeordnetenhaus nach. 1971 schied er aus Altersgründen aus dem Parlament aus.